# Phil Mer
Philipp Mersa (Vipiteno, 13 ottobre 1982) è un batterista e compositore italiano.
Figlio di Beatrix Niederwieser, seconda moglie del bassista dei Pooh Red Canzian, Philipp nasce tra i monti della Valle Isarco, nella provincia autonoma di Bolzano. Nella sua carriera ha suonato con diversi musicisti italiani: le collaborazioni più significative sono quelle con Pino Daniele, i Pooh e Zucchero Fornaciari.